# ジャヴェリン (駆逐艦)
ジャヴェリン (HMS Javelin, F61/G61) は、イギリス海軍の駆逐艦。J級のネームシップ。艦名は投げ槍（ジャヴェリン）に由来し、イギリス海軍においてこの名を持つ唯一の艦である。

## 艦歴
「ジャヴェリン」は1936年度建造計画に基づき、1937年3月25日にスコットランド・クライドバンクのジョン・ブラウン・アンド・カンパニーへ発注され、同年10月11日起工する。当初、本艦は「カシミール」（HMS Kashmir）と命名されていたが、進水前に「ジャヴェリン」へ改名され、 1938年12月21日に進水、1939年6月10日就役した。就役後は、J級駆逐艦で編成された本国艦隊第7駆逐艦戦隊（7th Destroyer Flotilla）で活動する。

### 第二次世界大戦
1939年9月1日に第二次世界大戦が開戦すると、「ジャヴェリン」ら第7駆逐艦戦隊は、軽巡洋艦「サウサンプトン」らと北海周辺で哨戒に従事。9月22日、軽巡洋艦「オーロラ」以下とノルウェー沿岸でドイツ艦船の捜索を目的とした哨戒（SK作戦）に参加するが、作戦中に「ジャヴェリン」は僚艦「ジャージー」と衝突事故を起こしたため、作戦は中止となった。10月22日、修理後の公試中に今度は商船「モーダント」と衝突事故が発生、死者2名を出した。別の1名が海中に転落したが、艦によじ登ることができた。「ジャヴェリン」は年末まで再度修理を行った。

### ノルウェー・フランス

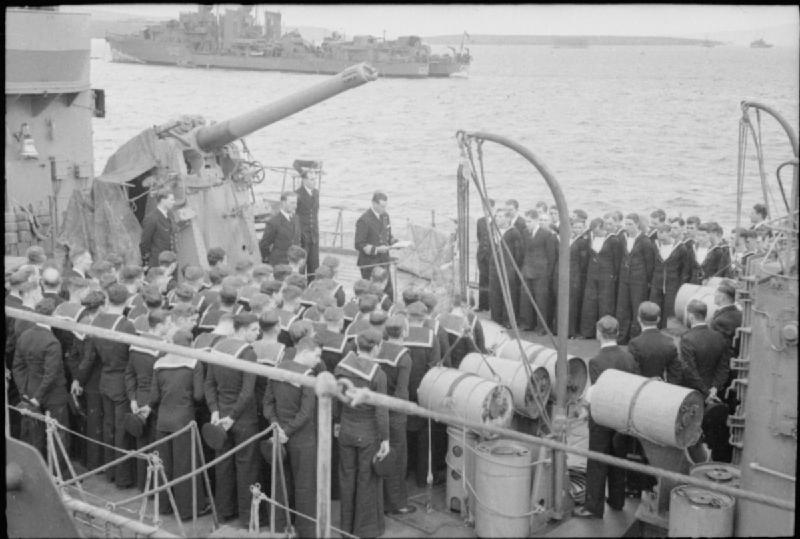
艦後部で礼拝を行う「ジャヴェリン」の乗員。後部魚雷発射管が45口径4インチ単装高角砲に換装されている。1940年8月撮影。

1940年に入ると、「ジャヴェリン」は北海での船団護衛と哨戒に従事した。1940年4月、「ジャヴェリン」はノルウェーの戦いに参加する。4月17日、ドイツ軍に制圧された飛行場を砲撃した（ダック作戦）重巡洋艦「サフォーク」が空襲で大破したため、撤退する同艦の援護を行った。4月26日、「ジャヴェリン」はベルゲン北西沖で「U-26」に撃沈された商船「セダーバンク」の生存者を救助。
4月22日、護衛予定だった石炭運搬船「セント・マグナス」の給油活動の間、小さなフィヨルドに隠れて待機していた「ジャヴェリン」はJu-88 4機に発見され攻撃を受けたが、対空戦闘で1機を撃破。さらに2時間半に亘り空襲を受けたが被害はなく、「セント・マグナス」と合流して4月23日に目的地であるカークウォールへ到着できた。4月29日、「ジャヴェリン」は「ジャッカル」と共に、 ノルウェー国王ホーコン7世ら王室・政府関係者や金準備約800箱を乗せてトロムソへ向かう軽巡洋艦「グラスゴー」を護衛している。
5月14日、「ジャヴェリン」は掃海トローラーによるイギリス本土・スカンジナビア半島間の海底電話線切断（キホーテ作戦）の援護を実施。
1940年5月、「ジャヴェリン」はダンケルクで包囲された連合軍を救出するダイナモ作戦に参加する。5月28日、「ジャヴェリン」と駆逐艦「コドリントン」、「ジャガー」は、撃沈された商船「アブキール」から生存者33名を救助した。さらに「ジャヴェリン」はダンケルクへ向かい、同日に900名、翌5月29日に850名の兵員を救出した。作戦後、「ジャヴェリン」のペナントナンバーがG61に変更された。
1940年6月6日から16日にかけてキングストン・アポン・ハルのブリガム・アンド・コーワン造船所で修繕作業を行うと共に、286型レーダーを装備した。工事完了後、「ジャヴェリン」はルイス・マウントバッテン大佐指揮下の第5駆逐艦戦隊（5th Destroyer Flotilla）に移籍した。当時の戦隊は、「ケルヴィン」、「カシミール」、「キプリング」、および「ジャッカル」で構成されていた。「ジャヴェリン」を含む戦隊は北海で哨戒や護衛、迎撃に従事し、いくつかの任務ではマウントバッテン大佐の旗艦を務めている。

### 損傷

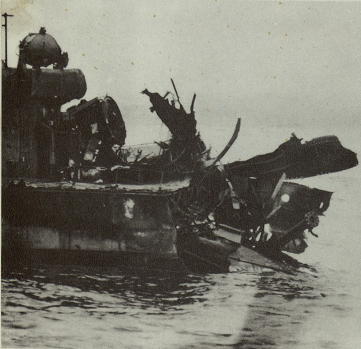
雷撃により切断された「ジャヴェリン」の艦体後部。

1940年9月、戦隊はプリマス管区に配置され、ドーバー海峡周辺で哨戒と護衛に充てられた。11月28日、「ジャヴェリン」は僚艦「ジャッカル」、「ジュピター」、「ジャージー」、「カシミール」と共に、イギリスの船舶攻撃を目的にブレストから海峡へ向かっているドイツ海軍駆逐艦を迎撃するためプリマスを出撃。ランズ・エンドとスタート・ポイント間に哨戒線を引いた。その後、11月29日午前5時40分頃からドイツ駆逐艦「Z10ハンス・ロディ」、「Z4リヒャルト・バイツェン」、「Z20カール・ガルスター」と交戦した。この交戦で「ジャヴェリン」はドイツ駆逐艦が発射した魚雷2本を受けて酷く損傷し、艦首と艦尾両方を失った。「ジャヴェリン」の艦体は元の353フィート（108 m）からわずか155フィート（47 m）まで短縮し、乗員46名が戦死した。だが、残された「ジャヴェリン」の艦体は何とか浮き続けており、さらに燃料タンクは炎上したものの弾薬庫は誘爆しなかった。駆け付けた曳船によって後ろ向きに2ノットで曳航された「ジャヴェリン」は翌11月30日に帰還できた。その後「ジャヴェリン」は修理のため、ほぼ1年間活動できなかった。

### 北極海・インド洋
1942年2月、「ジャヴェリン」は本国艦隊に復帰する。以降は北極海経由でソ連向け物資を輸送する援ソ船団PQ12船団及びQP8船団を護衛した。次いで3月下旬から4月にかけて南アフリカ向け輸送船団WS17船団を護衛してダーバンへ到着した後、インド洋での作戦のため第14駆逐艦戦隊（14th Destroyer Flotilla）に加わる。「ジャヴェリン」は5月にマダガスカルへの上陸作戦（マダガスカルの戦い）に参加した。

### 地中海
1942年6月に「ジャヴェリン」は地中海艦隊へ移籍し、枢軸国軍包囲下のマルタ島への輸送作戦であるヴィガラス作戦に参加したが、作戦は失敗に終わった。撤退の際、「ジャヴェリン」は戦闘で大きく損傷したオーストラリア海軍駆逐艦「ネスター」を曳航したが、最終的に爆雷を用いて撃沈処分した。
7月19日から7月20日、「ジャヴェリン」は駆逐艦「ジャーヴィス」、「パケナム」、「パラディン」と共に、マルサ・マトルーフを砲撃する防空巡洋艦「ダイドー」、「ユーライアラス」を護衛。
8月11日、「ジャヴェリン」は新たなマルタ島への輸送作戦であるペデスタル作戦を支援するため、地中海東部から輸送を行うと見せかけた囮船団に参加した（MG3作戦）。同様の陽動作戦として、8月12日から8月13日にかけてロドス島の港と製粉所への砲撃作戦に参加（MG4作戦）。
北アフリカ沿岸部や地中海東部での活動後、11月にマルタ島への輸送作戦ストーンエイジ作戦に参加する。11月18日、「ジャヴェリン」は敵船団攻撃のためK部隊に加入した。12月2日、「ジャヴェリン」、「ジャーヴィス」、「ヌビアン」、「ケルヴィン」の4隻は、雷撃機により撃沈された輸送船「ヴェローチェ」の乗員を救助中だったイタリアの水雷艇「ルポ」を捕捉、撃沈している。
1943年1月15日、「ジャヴェリン」と「パケナム」はランペドゥーサ島南方でイタリア船「アゴスト・ベルターニ」を撃沈。翌1月16日には水運搬船「タナロ」を沈めた。1月20日、「ジャヴェリン」と駆逐艦「ケルヴィン」は掃海艇4隻、特設掃海艇3隻などからなる船団を攻撃して全滅させた。1月22日、軽巡洋艦「クレオパトラ」、「ユーライアラス」と駆逐艦「ジャヴェリン」、「ジャーヴィス」、「ヌビアン」、「ケルヴィン」はズワーラ砲撃を行った。
1943年5月、「ジャヴェリン」はレトリビューション作戦に参加し、陥落寸前のチュニジアから敵部隊の撤退を阻止する海上封鎖を行った。6月にパンテッレリーア島上陸（コークスクリュー作戦）を支援した後でイギリス本国へ戻り、1944年1月までポーツマスで改装を行った。この間、「ジャヴェリン」は第10駆逐艦戦隊（10th Destroyer Flotilla）に移籍した。
改装により、「ジャヴェリン」の電波・対空兵装が大幅に強化された。「ジャヴェリン」のマストがラティスマストに換装され、285型、272型、291型の各型レーダー、HF/DF、IFFなどの電波兵装が装備されたほか、対空兵装もエリコン20mm機銃8門がMk V電動式連装銃架4基に搭載された。

### 北海・フランス

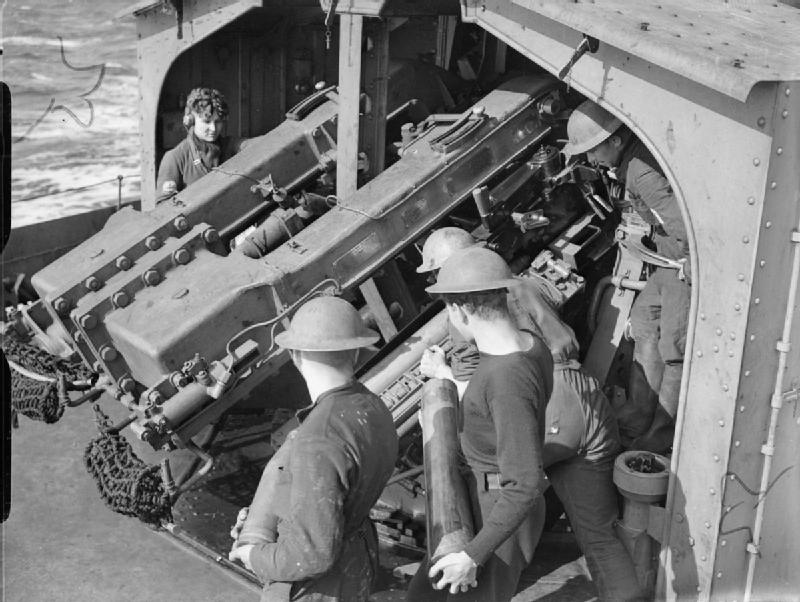
「ジャヴェリン」の主砲。

1944年3月、「ジャヴェリン」は援ソ船団JW58船団と、同時に実施されたドイツ海軍の戦艦「ティルピッツ」への空襲作戦（タングステン作戦）に護衛として参加。4月には戦艦「アンソン」、空母「ヴィクトリアス」らを護衛してスカパ・フローを出撃し、ノルウェー沿岸の作戦で護衛を実施した。これらにはプラネット作戦（「ティルピッツ」再攻撃・悪天候で中止）、リッジ作戦（沿岸船舶への空襲）及びヴェリタス作戦（ナルヴィクへの航空偵察）が含まれた。
1944年5月、「ジャヴェリン」はノルマンディー上陸作戦の事前演習に参加。6月にはドーバー海峡周辺の敵艦艇捜索に就き、6月9日に「ジャヴェリン」と第10駆逐艦戦隊の僚艦「ターター」、「アシャンティ」、「エスキモー」、カナダ海軍の「ハイダ」、「ヒューロン」、ポーランド海軍の「ブリスカヴィカ」、「ピオルン」は、ドイツ海軍駆逐艦「Z24」、「Z32」、「ZH1」、水雷艇「T24」と交戦した（ブルターニュ沖海戦）。この海戦で戦隊は「ZH1」を自沈に追い込み「Z32」を擱座、「T24」を損傷させる戦果を挙げた。
その後、「ジャヴェリン」はビスケー湾で敵艦船の捜索に充てられたが、7月7日、ウェサン島沖での哨戒からの帰途に「エスキモー」と衝突事故を起こし死者3名・負傷者1名を出した。「ジャヴェリン」は12月31日まで長期修理を受けると共に、再度地中海艦隊での任務に就くため第14駆逐艦戦隊へ移管された。

### 終戦
1945年2月19日、「ジャヴェリン」はアレキサンドリアで戦隊に加入、3月から4月まではアレキサンドリアでボイラー配管の換装作業に費やした。VEデーを迎えた後も引き続き地中海での任務を続け、トリエステ再占領を支援した。

### 「反乱」事件
1945年9月17日、ロドス島にいた「ジャヴェリン」艦内において、艦内整備をめぐる不満が原因で大規模な反抗事件が発生した。9月17日に予定されていた「ジャーヴィス」座乗の第14駆逐艦戦隊司令による「ジャヴェリン」視察に先立ち、「ジャヴェリン」艦長ジェームズ・マーチバンクス（James Marjoribanks）少佐は当日午前4時30分に乗員を起床させて艦内整備を行うように命じたが、艦内掲示板に起床命令が掲げられたのは多くの乗員が既に就寝中であった視察前夜の9月16日午後11時になってからであった。大半が予期しないまま突然起床させられ整備を命じられたことに複数の乗員が不満を示して怠業を行い、さらに命令に従わなかった乗員1名を拘束したことで事態はエスカレートしていった。乗員が拘束された話を聞いた約120名が解放を求めて一時会食室に立て籠もり、さらに下士官8名も乗員側に同調して命令拒否を宣言するに至った。　
マーチバンクス少佐は本件を反乱事件であるとして、「ジャヴェリン」をマルタ島へ移動させると8名の下士官を含む主だった反抗参加者27名を軍法会議にかけた。外部の弁護士を付けるという要望も認められないなど被告側には不利な状況であったが、結果として比較的寛大な判決が出された。理由としては、調査において「ジャヴェリン」艦長マーチバンクス少佐や同艦副長は、以前から乗員らへ無関心かつ狭量な態度で接しており、特に副長による私的制裁も行われていたことが判明したこと、2度の審理において副長が提示した「反乱」の証拠が信頼性に乏しかったこと、そして何より、ジョン・カニンガム地中海艦隊司令長官やダーリンプル-ハミルトン地中海艦隊駆逐艦戦隊司令官などの艦隊首脳部が乗員側を支援して判決を軽くするよう圧力をかけたことであった。
軍法会議が下した判決は、水兵が「反乱は無罪、命令不服従のみ有罪」で懲役60日、下士官は「非暴力的反乱で有罪」で名誉剥奪のうえ懲役1年と除隊処分であった。だが、判決後に事件の顛末が外部に伝わり、根本的な士官の問題によって乗員に処分を下すことの是非が議論されると状況が変わった。庶民院で労働党議員トム・ドリバーグが事件を追及し、さらにデイリー・メール紙も事件を報じたことで、海軍本部は処分をより軽くすることにした。水兵は30日間の拘禁後か、降格処分のみで全く拘禁されずに釈放され、下士官も全ての名誉・手当を保持したまま釈放された。
立場は逆転し、一連の騒ぎを引き起こした張本人であるマーチバンクス少佐と副長は責任を問われカニンガムによって更迭された。マーチバンクス少佐は駆逐艦艦長の職から外され、副長は私刑が原因で今度は自らが軍法会議にかけられることとなった。

### その後
1945年11月12日、第14駆逐艦戦隊の旗艦が「ジャーヴィス」からCh級駆逐艦「チェッカーズ」に変更されたため、「ジャヴェリン」と「ジャーヴィス」の2隻は第14駆逐艦戦隊第28駆逐隊（28th Division）を編成した。
「ジャヴェリン」は「ジャーヴィス」と共に、1946年4月まで主に演習や地中海東岸の警備活動に従事し、ヨーロッパからパレスチナへ向かおうとするユダヤ人が乗った移民船の取締りなどを行った。
1946年5月9日にマルタ島を出発した「ジャヴェリン」は5月17日にポーツマスへ到着し、予備役艦隊のカテゴリー「B」に置かれた。「ジャヴェリン」は1948年10月31日に廃棄リストに載り、ストリヴェン湖で戦争を生き残った他の姉妹艦（「ジャーヴィス」、「ケルヴィン」、「キンバリー」）と共に爆発物の実験に用いられた後、ブリティッシュ・アイアン・アンド・スチール・コーポレーション（BISCO）によりスクラップとして売却された。「ジャヴェリン」の艦体は、1949年6月11日スコットランド西部船舶解体会社（West of Scotland Shipbreaking Co. Ltd.）の手でスコットランドのトルーンへ解体のため曳航された。

## 栄典
「ジャヴェリン」は生涯で8個の戦闘名誉章(Battle honours)を受章した。
- Norway 1940 - Dunkirk 1940 - Atlantic 1940 - Diego Suarez 1942 - Arctic 1942 - Mediterranean 1941 - Normandy 1944 - English Chanel 1944